# Franco Montagna
Franco Montagna (Broni, 27 settembre 1948 – Siena, 18 febbraio 2015) è stato un matematico e logico italiano.
Si è occupato principalmente di logica della dimostrabilità, e in seguito di logiche a più valori, in particolar modo in collegamento con la probabilità. Gli è stato intitolato il "Premio Franco Montagna" congiuntamente dalla Unione Matematica Italiana e dalla  Associazione Italiana di Logica e sue Applicazioni.

## Biografia
Allievo di Roberto Magari, si è trasferito a Siena per collaborare con lui. All'Università di Siena ha intrapreso la carriera universitaria, diventando professore ordinario nel 1987.
Ha diretto la Scuola di Specializzazione in Logica Matematica ed è stato per due volte coordinatore di Dottorato.  
Si è occupato dapprima degli aspetti algebrici della teoria della dimostrabilità, studiando le algebre diagonalizzabili (oggi note come Algebre di Magari), dimostrando l'indecidibilità della relativa teoria del primo ordine.
A partire dagli anni '90 Franco Montagna inizia ad interessarsi al problema dell'incertezza dal punto di vista logico e algebrico. In particolare, utilizzando un metodo che verrà chiamato "metodo di Jenei-Montagna", dimostra un teorema di completezza per la logica a più valori MTL. Montagna si occupa anche del problema della fondazione della teoria soggettiva della probabilità, sulle orme di Bruno de Finetti.
Montagna ha dato contributi significativi anche alla teoria della ricorsività, alla teoria della dimostrazione e alla "Learning Theory".

## Riconoscimenti
Nel dicembre 2016 si è tenuto a Siena il convegno "Coherence and truth" in memoria di Franco Montagna.
La rivista "Soft Computing" ha dedicato un volume alla sua memoria.
La  Associazione Italiana di Logica e sue Applicazioni, congiuntamente alla Unione Matematica Italiana, gli ha intitolato il "Premio Franco Montagna" per tesi di dottorato inerenti alla logica matematica.